# Taputapuātea
Taputapuātea is een 
Franse gemeente op het eiland Raiatea, een van de Benedenwindse Eilanden van Frans-Polynesië. De gemeente telt de volgende plaatsen:
- Avera (administratief centrum)
- Opoa
- Puohine

## Marae
De gemeente is vernoemd naar de marae Taputapuātea, een heilige plaats gewijd aan de god ‘Oro, dat aan de zuidoostelijke kust ligt. Het is een van de vele marae op Raiatea. Naar verluidt vormden deze heilige plaatsen ooit het religieuze centrum van Oost-Polynesië. De in 1994 gerestaureerde archeologische site van de marae Taputapuātea is het bekendste oriëntatiepunt van het eiland.

## Werelderfgoed
Tijdens de 41e sessie van de Commissie voor het Werelderfgoed in 2017 werd de gemeente en haar marae tot Werelderfgoed benoemd.

## Afbeeldingen

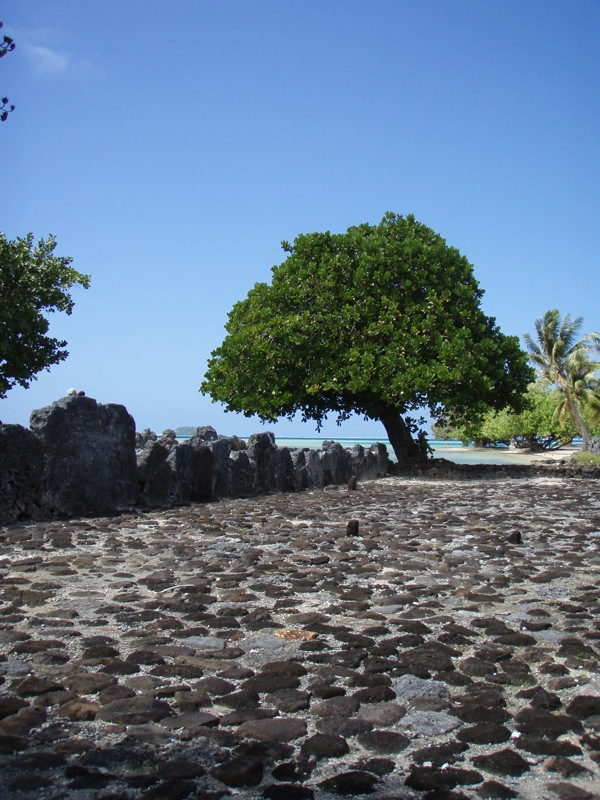
Zicht op de gerestaureerde marae
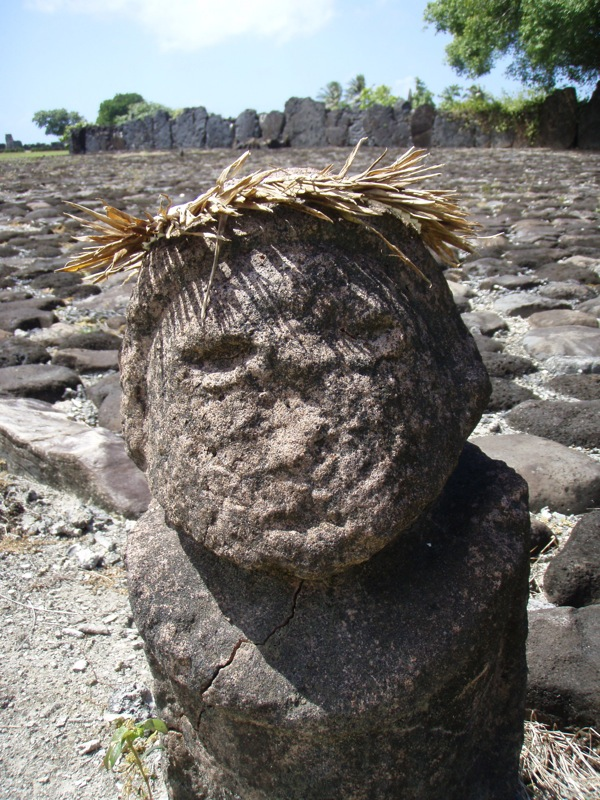
Tiki op de marae Taputapuātea
Kaart van Tahaa en Raiatea

Mont-Saint-Michel en baai · Kathedraal van Chartres · Paleis en park van Versailles · Basiliek van Vézelay op de colline éternelle · Prehistorische locaties en beschilderde grotten in de Vézèrevallei · Paleis en park van Fontainebleau · Kathedraal van Amiens · Romeins theater en omgeving en de triomfboog van Orange · Arles, Romeinse en romaanse monumenten · Cisterciënzer Abdij van Fontenay · Zoutziederij Salins-les-Bains en Koninklijke zoutziederij Arc-et Senans · Place Stanislas, Place de la Carrière en Place d'Alliance in Nancy · Abdijkerk van Saint-Savin-sur-Gartempe · Golf van Porto: Calanches de Piana, Golf van Girolata, Natuurreservaat Scandola · Pont du Gard · Straatsburg: Grande-Île · Parijs: oevers van de Seine · Kathedraal Notre Dame, Abdij van Saint-Remi en Paleis van Tau in Reims · Kathedraal van Bourges · Historisch centrum van Avignon · Canal du Midi · Historische vestingstad Carcassonne · Nationaal park Pyrénées-Mont Perdu · Pelgrimsroutes in Frankrijk naar Santiago de Compostella · Historisch Lyon · Rechtsgebied van Saint-Émilion · Loiredal tussen Sully-sur-Loire en Chalonnes-sur-Loire · Provins, stad van middeleeuwse jaarmarkten · Le Havre, stad herbouwd door Auguste Perret · Belforten in België en Frankrijk · Bordeaux, Port de la Lune · Vestingwerken van Vauban · Lagunes van Nieuw-Caledonië: rifdiversiteit en ecosystemen · Bisschopsstad Albi · Pitons, cirques en "remparts" van het eiland Réunion · De Causses en de Cevennen, mediterraan agropastoraal cultuurlandschap · Prehistorische paalwoningen in de Alpen · Steenkoolbekken van Nord-Pas-de-Calais · Beschilderde grot van de Pont d'Arc, bekend als de Grotte Chauvet-Pont-d’Arc, Ardèche · De climats van de wijnstreek Bourgogne · Heuvels, huizen en wijnkelders van Champagne · Architecturaal werk van Le Corbusier · Taputapuātea · Tektonisch landschap Chaîne des Puys en Limagnebreuklijn · Franse Zuidelijke Gebieden en Zeeën · Historische kuuroorden van Europa (Vichy) · Vuurtoren van Cordouan · Nice, winterbadplaats aan de Rivièra  · Oude en voorhistorische beukenbossen van de Karpaten en andere regio's van Europa ·  Te Henua Enata - De Markiezeneilanden